# 다루가치
다루가치(몽골어: ᠳᠠᠷᠤᠭᠠᠴᠢ, 한국 한자: 達魯花赤 달로화적)는 원(元)의 행정·군사면에 있어서의 중요한 관직명이다. 그 어원은 ‘진압하다’라는 뜻의 몽골어 daru에 gha와 chi를 붙여 그것에 종사하는 사람을 표시한 것이다. 따라서 진수자(鎭守者)·단사관(斷事官)이라 번역하기도 한다.
처음 칭기즈 칸이 이를 설치했을 때는 관인을 갖는 군대의 사령관으로서 그 지방의 정권을 장악하고 있었으나, 뒤에 중서성(中書省)·추밀원(樞密院)·어사대(御史臺) 등을 제외한 모든 관서에 설치되어, 각 아문의 정관의 최상위를 점하고 관할 행정 전반의 최후적 결정권을 가졌다. 제국에서는 점령지 통치관, 도시의 행정 장관으로서, 원조에서는 지방 행정 관청에 반드시 장관 또는 감독관으로서 설치했다. 또한 제왕·공신의 채읍에 있어서도 재정 등을 관리시켰다. 
고려에 배치된 시기는 1231년 때이나 충렬왕 때 철수하였다.

## 관련 저서
- 조원, 《몽골제국 다루가치 제도 연구》, 혜안, 2025년 2월 20

## 같이 보기
- 관직
- 몽골 제국